# スパルティナ・アルテルニフロラ
スパルティナ・アルテルニフロラ（Spartina alterniflora）は、イネ科の植物で、北米東部原産。外見はヨシに似ており、高さ2mまで成長する場合もある。
干潟や川の河口など汽水域で繁茂し、見た目は日本在来植物では水辺に生えるヨシすなわちアシ（葦・芦）に類似する。このため和名としてヒガタアシと呼ばれることもある。

## 生態
スパルティナ属は、干潟や塩沼など、塩分濃度が高い水辺に生育する。
繁殖力が強いため、米国西部のワシントン州やニュージーランド、ブラジルなどでは過去、干潟が草地化する被害を引き起こしている。干潟は魚介類や水鳥が暮らす生物多様性において貴重な存在である。ヒガタアシは円形の群落を形成し、種子だけでなく断片からでも増殖し、近くで飛地状に別の草むらが発生することもある。地盤が軟らかい干潟や湿地では重機による根本からの掘り起しができないため、いったん根付くと根絶が難しく、生態系への重大な脅威とみなされている。

## 日本における生態
2011年8月、スパルティナ・アルテルニフロラが梅田川（愛知県豊橋市）の河口付近で、約1kmにわたって繁殖していることが報じられた。これは、日本国内で初めてのスパルティナ属の生息確認だった。
発見のきっかけは同年3月に「愛知県移入種検討会」の担当委員が調べた、「不明植物」の標本（梅田川で2008年に採取された後に愛知教育大学で保管）。同委員によると、この外来生物の侵入時期は2005年前後と推測されている。
侵入経路は不明だが、繁殖地が貿易港である三河港に近いため、貨物船のバラスト水が種子を運んで来た説を同委員は挙げている。
環境省と愛知県は、特定外来生物・世界の侵略的外来種ワースト100の「スパルティナ・アングリカ」に近縁な種であるため、生態系への影響を警戒し、開花時期である（同年）10月に、合同で生態調査をする方針を示した。
また、熊本県の3河川（白川、坪井川、大野川）でも生育が確認された。日本の沿岸に繁殖する恐れが強まったとされ、環境省は2014年6月にも特定外来生物に指定することと根絶対策を強化する方針を固め、2014年6月11日に指定した。
日本スパルティナ防除ネットワーク（JNPS）も発足した。